# MUGEN Entertainment
MUGEN Entertainment (ムゲンエンターテインメント Mugen'entāteinmento) là một trong các hãng phim khiêu dâm đăng ký thương hiệu tại Hoa Kỳ, hoạt động từ năm 2006

## Nội dung
MUGEN Entertainment sản xuất phim có các cảnh không che (uncensored), xuất tinh trong (creampie) bằng cách quay cận cảnh. Các sản phẩm gồm Desire, Desire (Blu-ray), Egals, Egals (Blu-ray). Đây là ngành công nghiệp phim người lớn sử dụng đĩa Blu-ray và thường là mục tiêu ưa thích cho các fan AV.

## Danh sách tác phẩm

### MUGEN
| Số ID đĩa | Tựa đề       | Diễn viên nữ AV       | Phiên âm Romaji            | Ngày phát hành |
| --------- | ------------ | --------------------- | -------------------------- | -------------- |
| MG-001    | MUGEN VOL 01 | 白雪彩                | Shirayuki Aya              | 10/20/2006     |
| MG-002    | MUGEN VOL 02 | 矢藤あき              | Aki Yato                   | 10/27/2006     |
| MG-003    | MUGEN VOL 03 | 楓                    | Kaede                      | 11/10/2006     |
| MG-004    | MUGEN VOL 04 | みなもとみいな        | Miina Minamoto             | 11/17/2006     |
| MG-005    | MUGEN VOL 05 | Vivian                | Vivian                     | 11/30/2006     |
| MG-006    | MUGEN VOL 06 | 飛鳥京香              | Kyouka Asuka               | 12/08/2006     |
| MG-007    | MUGEN VOL 07 | Maya                  | Maya                       | 12/20/2006     |
| MG-008    | MUGEN VOL 08 | つばさ                | Tsubasa                    | 01/05/2007     |
| MG-009    | MUGEN VOL 09 | 真中ゆり              | Yuri Manaka                | 01/05/2007     |
| MG-010    | MUGEN VOL 10 | あまいももか          | Momoka Amai                | 01/26/2007     |
| MG-011    | MUGEN VOL 11 | 羽沢愛                | Ai Hazawa                  | 02/27/2007     |
| MG-012    | MUGEN VOL 12 | 矢吹怜子              | Yabuki Reiko               | 03/08/2007     |
| MG-013    | MUGEN VOL 13 | サヤ                  | Saya                       | 03/15/2007     |
| MG-014    | MUGEN VOL 14 | 一条楓                | Kaede Ichijou              | 03/26/2007     |
| MG-015    | MUGEN VOL 15 | 大木由衣              | Yui Ooki                   | 04/11/2007     |
| MG-016    | MUGEN VOL 16 | 緒川みずき            | Mizuki Ogawa               | 04/20/2007     |
| MG-017    | MUGEN VOL 17 | 大友愛                | Ai Ootomo                  | 05/17/2007     |
| MG-018    | MUGEN VOL 18 | 藍澤ひとみ 緒川みずき | Hitomi Aizawa Mizuki Ogawa | 05/24/2007     |
| MG-019    | MUGEN VOL 19 | 小島菜保              | Naho Kojima                | 08/03/2007     |
| MG-020    | MUGEN VOL 20 | 上原優                | Yuu Uehara                 | 08/16/2007     |
| MG-021    | MUGEN VOL 21 | 平山百合              | Yuri Hirayama              | 09/13/2007     |
| MG-022    | MUGEN VOL 22 | 稲森千惠              | Chie Inamori               | 09/27/2007     |
| MG-023    | MUGEN VOL 23 | 小林千寻              | Chihiro Kobayashi          | 10/11/2007     |
| MG-024    | MUGEN VOL 24 | めいりん              | Meirin                     | 10/25/2007     |
| MG-025    | MUGEN VOL 25 | 優美あい              | Ai Yuumi                   | 11/22/2007     |

### MUGEN EX
| Số ID đĩa | Tựa đề                                                          | Diễn viên nữ AV                                                                                 | Phiên âm Romaji | Ngày phát hành |
| --------- | --------------------------------------------------------------- | ----------------------------------------------------------------------------------------------- | --- | -------------- |
| MX-01     | MUGEN EX VOL 01                                                 | 吉川萌                                                                                          | Moe Yoshikawa | 02/23/2007     |
| MX-02     | MUGEN EX VOL 02                                                 | 水森あおい                                                                                      | Aoi Mizumori | 03/02/2007     |
| MX-03     | MUGEN EX VOL 03                                                 | 小日向あおい                                                                                    | Aoi Kohinata | 03/23/2007     |
| MX-04     | MUGEN EX VOL 04                                                 | 吉川萌                                                                                          | Moe Yoshikawa | 05/03/2007     |
| MX-05     | MUGEN EX VOL 05                                                 | 滝沢ゆき                                                                                        | Yuki Takizawa | 06/05/2007     |
| MX-06     | MUGEN EX VOL 06 10人痴女優の4時間中出し生オンパレード (2枚組み) | 吉川萌 いぶき あまいももか みなもとみいな 春日ひな 柴咲つばさ 飛鳥京香 鮎川とも まや 野原くるみ | Moe Yoshikawa Ibuki Momoka Amai Miina Minamoto Hina Kasuga Tsubasa Shibasaki Kyoka Asuka Tomomi Ayukawa Maya Kurumi Nohara | 06/26/2007     |
| MX-07     | MUGEN EX VOL 07                                                 | 浜崎ひめ                                                                                        | Hime Hamazaki | 07/27/2007     |
| MX-08     | MUGEN EX VOL 08                                                 | 紅音まい                                                                                        | Mai Akane | 08/09/2007     |
| MX-09     | MUGEN EX VOL 09                                                 | 小峰由衣                                                                                        | Yui Komine | 08/29/2007     |
| MX-10     | MUGEN EX VOL 10 超巨乳極上美乳娘10人大集合 BEST (４時間)        | 吉川萌 水森あおい みなもとみいな 白雪彩 SAYA 姫川麗 矢吹怜子 たかこ 一条楓 羽沢愛               | Moe Yoshikawa Aoi Mizumori Miina Minamoto Aya Shirayuki SAYA Rei Himekawa Reiko Yabuki Takako Kaede Ichijou Ai Hazawa      | 09/07/2007     |
| MX-11     | MUGEN EX VOL 11                                                 | 青木瀬奈                                                                                        | Sena Aoki | 11/09/2007     |
| MX-12     | MUGEN EX VOL 12                                                 | 石原あすか                                                                                      | Asuka Ishihara | 12/06/2007     |
| MX-13     | 汐見ゆうな最初で最後の無修正                                    | 汐見ゆうな                                                                                      | Yuuna Shiomi | 04/17/2008     |
| MX-14     | 花野真衣の生中出し                                              | 花野真衣                                                                                        | Mai Hanno | 04/17/2008     |
| MX-15     | スーパークィーン エロテック                                     | 桜井梨花                                                                                        | Mai Hanno | 05/01/2008     |
| MX-16     | 結城リナ 引退記念作                                             | 結城リナ                                                                                        | Mai Hanno | 05/07/2008     |
| MX-17     | MUGEN EX VOL 17 郵便局に大乱入                                  | 瀬名あゆむ                                                                                      | Ayumu Sena | 05/20/2008     |
| MX-18     | MUGEN EX VOL 18                                                 | 宇佐美ひとみ                                                                                    | Hitomi Usami | 05/20/2008     |
| MX-19     | MUGEN EX VOL 19                                                 | 愛沢ひな                                                                                        | Mai Hanno | 07/16/2008     |
| MX-20     | Reika二穴同時中出し                                             | れいか                                                                                          | Reika | 07/16/2008     |
| MX-21     | 生姦初中出し！                                                  | 佐々木マリ                                                                                      | Mari Sasaki | 07/24/2008     |
| MX-22     | Mirai奇跡の妖艶デビュー                                         | 心来                                                                                            | Mirai | 07/24/2008     |
| MX-23     | 平成生まれ新世代ハツラツ美少女                                  | みづき伊織                                                                                      | Iori Mizuki | 08/14/2008     |
| MX-24     | 某航空会社のキャンペンガール                                    | 観月優                                                                                          | Yuu Mizuki | 09/01/2008     |
| MX-25     | 超感度抜群ボディー！                                            | 桃瀬ゆきな                                                                                      | Yukina Momose | 09/12/2008     |
| MX-26     | Gカップ！～超性感の淫乱エステ～                                 | あいだゆき                                                                                      | Yuki Aida | 09/01/2008     |
| MX-27     | Fカップの美乳ぷりっぷりのお尻も魅力                             | 合沢萌                                                                                          | Moe Aizawa | 10/09/2008     |
| MX-28     | 生ハメ中出し                                                    | 大空あかね                                                                                      | Akane Ozora | 10/17/2008     |
| MX-29     | 全身性感帯 完全無修正の極楽絡み                                 | 叶志穂                                                                                          | Shiho Kanou | 10/17/2008     |
| MX-30     | モザイク初解禁！丸秘お宝映像                                    | 瀬織さら                                                                                        | Sara Seori | 11/19/2008     |
| MX-31     | 電車で陵辱・絶頂！ハツラツ元気娘                                | みづき伊織 合沢萌                                                                               | Mizuki Iori Moe Aizawa | 11/25/2008     |
| MX-32     | ウルトラ ビッグ ティッツ                                        | あきみ                                                                                          | Akimi | 12/29/2008     |
| MX-33     | MUGEN VOL 33 Beautiful Legs Creampie                            | 小林初花                                                                                        | Hatsuka Kobayashi | 01/05/2009     |
| MX-34     | MUGEN VOL 34 Gals Glamourous                                    | Risa                                                                                            | Risa | 01/16/2009     |

### KIRARI
| Số ID đĩa | Tựa đề  | Diễn viên nữ |      | Ngày phát hành |
| --------- | ------- | --- | ---- | -------------- |
| KIRARI 01 | MKD-S01 | 长泽あずさ |      | 06/16/2011     |
| KIRARI 02 | MKD-S02 | 橘ひなた、あいりみ |      |                |
| KIRARI 03 | MKD-S03 | 一ノ瀬アメリ |      |                |
| KIRARI 04 | MKD-S04 | 小嶋ジュンナ |      |                |
| KIRARI 05 | MKD-S05 | 藤本リーナ |      |                |
| KIRARI 06 | MKD-S06 | 時坂ひな |      |                |
| KIRARI 07 | MKD-S07 | 真木今日子 |      |                |
| KIRARI 08 | MKD-S08 | 藤北彩香 |      | 01/05/2012     |
| KIRARI 09 | MKD-S09 | 麻美ゆい |      |                |
| KIRARI 10 | MKD-S10 | 中原あきな |      |                |
| KIRARI 11 | MKD-S11 | 西山希 |      |                |
| KIRARI 12 | MKD-S12 | 春香ルリ |      |                |
| KIRARI 13 | MKD-S13 | 片桐えりりか |      |                |
| KIRARI 14 | MKD-S14 | とこな由羽 |      |                |
| KIRARI 15 | MKD-S15 | 優木まみ |      |                |
| KIRARI 16 | MKD-S16 | 野々村みゆき |      |                |
| KIRARI 17 | MKD-S17 | 南りいさ |      |                |
| KIRARI 18 | MKD-S18 | AIKA | AIKA |                |
| KIRARI 19 | MKD-S19 | 橘ひなた |      |                |
| KIRARI 20 | MKD-S20 | 煌芽木ひかる |      |                |
| KIRARI 21 | MKD-S21 | 綾瀬ティアラ |      |                |
| KIRARI 22 | MKD-S22 | 愛原エレナ |      |                |
| KIRARI 23 | MKD-S23 | 前田陽菜 |      |                |
| KIRARI 24 | MKD-S24 | 筱めぐみ |      |                |
| KIRARI 25 | MKD-S25 | 葵ぶるま、上条めぐ |      |                |
| KIRARI 26 | MKD-S26 | 永沢まおみ |      |                |
| KIRARI 27 | MKD-S27 | 北川みなみ |      |                |
| KIRARI 28 | MKD-S28 | 秋元まゆ花 |      |                |
| KIRARI 29 | MKD-S29 | 杏樹紗奈 |      |                |
| KIRARI 30 | MKD-S30 | 辻井美穂 |      |                |
| KIRARI 31 | MKD-S31 | 遥めぐみ |      |                |
| KIRARI 32 | MKD-S32 | Maika (MEW) |      |                |
| KIRARI 33 | MKD-S33 | 筱めぐみ |      |                |
| KIRARI 34 | MKD-S34 | 希咲エマ |      |                |
| KIRARI 35 | MKD-S35 | 水沢杏香 |      |                |
| KIRARI 36 | MKD-S36 | まりか (Marika) |      |                |
| KIRARI 37 | MKD-S37 | 椎名ひかる |      |                |
| KIRARI 38 | MKD-S38 | 希咲エマ、まりか、篠めぐみ、葵みゆ、 麻美ゆい、羽月希、美咲ゆい、柳田やよい、 優木あおい、甲斐ミハル |      |                |
| KIRARI 39 | MKD-S39 | 永沢まおみ |      |                |
| KIRARI 40 | MKD-S40 | 優希まこと |      |                |
| KIRARI 41 | MKD-S41 | 水沢真樹 |      |                |
| KIRARI 42 | MKD-S42 | 沙織 |      |                |
| KIRARI 43 | MKD-S43 | 希咲エマ、Maika、まりか、水沢杏香、 永沢まおみ、前田陽菜、来栖千夏、遥めぐみ、 杏樹紗奈、赤西ケイ、篠めぐみ、優木まみ、 西山希、上条めぐ、あざみねね、橘ひなた、 藤北彩香、時坂ひな、AIKA、南野あかり、 あいりみく、羽月希、ももかりん、朝倉ことみ、 武藤クレア、柳田やよい、優木あおい、桜あい、 大塚咲、杏堂なつ、彩佳リリス、速水百花 |      |                |
| KIRARI 44 | MKD-S44 | 更田まき |      |                |
| KIRARI 45 | MKD-S45 | 真田春香、愛内梨花、矢吹杏、橘ひなた、 長澤あずさ、杏樹紗奈、春香るり、原純那、 綾瀬ティアラ、中原あきな、前田陽菜、麻美ゆい、 大海まりん、愛原エレナ、篠乃なつき、優希まこと、 南りいさ、沙月由奈、北川みなみ、まりか、椎名ひかる |      |                |
| KIRARI 46 | MKD-S46 | 宮地由梨香 |      |                |
| KIRARI 47 | MKD-S47 | Maika (MEW) |      |                |
| KIRARI 48 | MKD-S48 | 水沢杏香 |      |                |
| KIRARI 49 | MKD-S49 | 麻生めい(麻生芽依) |      |                |
| KIRARI 50 | MKD-S50 | 春日由衣 |      |                |
| KIRARI 51 | MKD-S51 | 美月優芽 |      |                |
| KIRARI 52 | MKD-S52 | 沖ひとみ、春日由衣、園咲杏里、真木今日子、 椎名ひかる、原純那、綾瀬ティアラ、愛嶋リーナ、 中原あきな、遥めぐみ、AIKA、荒木ありさ、 橘ひなた、葵みゆ、Maika、あざみねね、 上条めぐ、前田陽菜、大海まりん、野々村みゆき、 優希まこと、篠乃なつき、愛原エレナ、煌芽木ひかる、 南りいさ、永沢まおみ、赤西ケイ、篠めぐみ、 彩佳リリス、小沢アリス、当真ゆき、秋元まゆ花、 小泉のぞみ、来栖千夏、沙月由奈、水沢杏香、 さくら萠、北川みなみ、沙藤ユリ、辻井美穂、 水菜ユイ、真中いずみ、まりか、希咲エマ、 上原結衣、椎名ひかる、水沢真樹、大島あいる、小橋咲 |      |                |
| KIRARI 53 | MKD-S53 | 园咲杏里 |      |                |
| KIRARI 54 | MKD-S54 | 優希まこと |      |                |
| KIRARI 55 | MKD-S55 | 椎名ひかるHikaru |      |                |
| KIRARI 56 | MKD-S56 | 浅之美波 |      |                |
| KIRARI 57 | MKD-S57 | 彩夏 |      |                |
| KIRARI 58 | MKD-S58 | 新山かえで |      |                |
| KIRARI 59 | MKD-S59 | 滝川ソフィア, 新山かえで, みづなれい, 波多野結衣, 園咲杏里, 枢木みかん, 椎名ひかる, 沖ひとみ, 真木今日子, 春日由衣, 美月優芽, 大島あいる, 遙めぐみ, 水沢杏香, 小沢アリス, 永沢まおみ, まりか, 北島玲, 羽月希, 長澤あずさ |      |                |
| KIRARI 60 | MKD-S60 | 滝川ソフィア |      |                |

### Desire
| Số ID đĩa | Tựa đề    | Diễn viên nữ AV | Phiên âm Romaji | Ngày phát hành |
| --------- | --------- | --------------- | --------------- | -------------- |
| MUD-01    | Desire 01 | 桐生さくら      | Sakura Kiryu    | 09/22/2009     |
| MUD-02    | Desire 02 | 森ゆきな        | Yukina Mori     | 10/02/2009     |
| MUD-03    | Desire 03 | 辻さやか        | Tsuzi Sayaka    | 10/09/2009     |
| MUD-04    | Desire 04 | 菅野ゆりあ      | Yuria Kano      | 11/05/2009     |
| MUD-05    | Desire 05 | 梅宮リナ        | Rina Umemiya    | 11/05/2009     |
| MUD-06    | Desire 06 | Rina            | Rina            | 11/16/2009     |
| MUD-07    | Desire 07 | 秋山ルイ        | Rui Akikawa     | 12/04/2009     |
| MUD-08    | Desire 08 | 宮川怜          | Rei Miyakawa    | 12/09/2009     |
| MUD-09    | Desire 09 | 国見奈々        | Nana Kunimi     | 12/14/2009     |
| MUD-10    | Desire 10 | 白砂ゆの        | Yuno Shirasu    | 01/21/2010     |
| MUD-11    | Desire 11 | 相葉美咲        | Misaki Aiba     | 02/02/2010     |
| MUD-12    | Desire 12 | ゆな            | Yuna            | 02/17/2010     |
| MUD-13    | Desire 13 | 飯島くらら      | Kurara Iijima   | 03/01/2010     |
| MUD-14    | Desire 14 | 甲斐ミハル      | Miharu Kai      | 04/12/2010     |
| MUD-15    | Desire 15 | 岡田あい        | Ai Okada        | 05/27/2010     |
| MUD-16    | Desire 16 | 朝香涼          | Ryo Asaka       | 06/17/2010     |
| MUD-17    | Desire 17 | 大沢はるか      | Haruka Oosawa   | 07/15/2010     |
| MUD-18    | Desire 18 | 漣ゆめ          | Yume Sazanami   | 08/09/2010     |
| MUD-19    | Desire 19 | 美夕            | Miyu            | 09/22/2010     |
| MUD-20    | Desire 20 | 種村美咲        | Misaki Tanemura | 10/14/2010     |
| MUD-21    | Desire 21 | 小野こゆき      | Koyuki Ono      | 11/02/2010     |
| MUD-22    | Desire 22 | 結城かれん      | Karen Yuki      | 12/09/2010     |
| MUD-23    | Desire 23 | かなみ芽梨      | Meri Kanami     | 01/28/2011     |
| MUD-24    | Desire 24 | 折笠弥生        | Yayoi Orikasa   | 02/10/2011     |
| MUD-25    | Desire 25 | 秋本ゆいか      | Yuika Akimoto   | 03/17/2011     |
| MUD-26    | Desire 26 | 相馬優希        | Yuki Souma      | 04/18/2011     |
| MUD-27    | Desire 27 | 桃ゆりか        | Yurika Momo     | 05/20/2011     |

### Egals
| Số ID đĩa    | Tựa đề                              | Diễn viên nữ AV | Phiên âm Romaji   | Ngày phát hành |
| ------------ | ----------------------------------- | --------------- | ----------------- | -------------- |
| BD-M26       | Egals Vol.01 (Blu-ray)              | あきみ          | Akimi Hinano      | 12/16/2008     |
| BD-M27       | Egals Vol.02 (Blu-ray)              | 小林初花        | Hatsuka Kobayashi | 12/16/2008     |
| BD-M28       | Egals Vol.03 (Blu-ray)              | 村上里沙        | Risa Murakami     | 01/02/2009     |
| MW-03 BD-M31 | Egals Vol.04 Egals Vol.04 (Blu-ray) | 小宮ゆい        | Yui Komiya        | 02/05/2009     |
| MX-35 BD-M32 | Egals Vol.05 Egals Vol.05 (Blu-ray) | あすかりの      | Rino Asuka        | 03/02/2009     |
| MW-04 BD-M33 | Egals Vol.06 Egals Vol.06 (Blu-ray) | 愛那梨華        | Rika Aina         | 03/23/2009     |
| MW-05 BD-M34 | Egals Vol.07 Egals Vol.07 (Blu-ray) | 雪乃 舞         | Mai Yukino        | 04/10/2009     |
| MW-06 BD-M35 | Egals Vol.08 Egals Vol.08 (Blu-ray) | 新垣さくら      | Sakura Aragaki    | 04/15/2009     |
| MW-07 BD-M36 | Egals Vol.09 Egals Vol.09(Blu-ray)  | ふわり          | Huwari            | 05/06/2009     |
| MW-08        | Egals Vol.10                        | あさみゆき      | Asami Yuki        | 05/06/2009     |
| MW-09 BD-G01 | Egals Vol.11 Egals Vol.11(Blu-ray)  | スザンナ        | Suzanna           | 05/13/2009     |
| MW-10 BD-G02 | Egals Vol.12 Egals Vol.12(Blu-ray)  | 芽衣奈          | Meina             | 05/29/2009     |
| MW-11 BD-G03 | Egals Vol.13 Egals Vol.13(Blu-ray)  | 西村あきほ      | Akiho Nishimura   | 06/15/2009     |
| MW-12 BD-G04 | Egals Vol.14 Egals Vol.14(Blu-ray)  | 石黒京香        | Kyoka Ishiguro    | 07/09/2009     |
| MW-13 BD-G05 | Egals Vol.15 Egals Vol.15(Blu-ray)  | ルミカ          | RUMIKA            | 08/11/2009     |
| MW-14 BD-G06 | Egals Vol.16 Egals Vol.16(Blu-ray)  | 速水百花        | Momoka Hayami     | 08/21/2009     |
| MW-15 BD-G07 | Egals Vol.17 Egals Vol.17(Blu-ray)  | 愛あいり        | Airi Ai           | 09/01/2009     |
| MW-16 BD-G08 | Egals Vol.18 Egals Vol.18(Blu-ray)  | 日野まひる      | Mahiru Hino       | 09/03/2009     |
| MW-17        | Egals Vol.19                        | ☆LUNA☆          | ☆LUNA☆            | 01/12/2010     |

### KIRARI DV
| Số ID đĩa | Tựa đề       | Diễn viên nữ AV | Phiên âm Romaji | Ngày phát hành |
| --------- | ------------ | --------------- | --------------- | -------------- |
| MKDV-01   | KIRARI DV 01 | 枢木みかん      | Mikan Kururugi  | 05/17/2013     |
| MKDV-02   | KIRARI DV 02 | みづなれい      | Rei Mizuna      | 07/14/2013     |
| MKDV-03   | KIRARI DV 03 | 冲ひとみ        | Hitomi Oki      | 08/09/2013     |
| MKDV-04   | KIRARI DV 04 | 西園寺れお      | Reo Saionji     | 09/13/2013     |
| MKDV-05   | KIRARI DV 05 | 椎名みくる      | Mikuru Shiina   | 10/21/2013     |
| MKDV-06   | KIRARI DV 06 | 篠原優          | Yu Shinohara    | 01/24/2014     |